# Таджикистан на зимних Олимпийских играх 2014
Таджикистан  в четвёртый раз в истории принял участие в зимних Олимпийских играх, которые прошли в Сочи с 7-го по 23-е февраля 2014 года. Делегация была представлена одним спортсменом — горнолыжником Алишером Кудратовым, который нёс национальный флаг на церемонии открытия.

## Горнолыжный спорт
В соответствии с квотами FIS, опубликованными 7 января 2014, Таджикистан квалифицировал на Олимпиаду одного атлета.
| Спортсмен       | Дисциплина | 1-я попытка | 2-я попытка | Итоговое время | Место |
| --------------- | ---------- | ----------- | ----------- | -------------- | ----- |
| Алишер Кудратов | Слалом     | DNF         |             |                | DNF   |